# Poegatsjovopstand
De Poegatsjovopstand was de grootste boerenopstand in de geschiedenis van Rusland en het hoogtepunt in een reeks van volksopstanden die na de machtsgreep van Catharina de Grote in 1762 plaatsvonden. Ze begon als een georganiseerde opstand van Jaik-Kozakken onder leiding van Jemeljan Poegatsjov, een ontevreden ex-luitenant van het Russische Keizerlijke leger, tegen de achtergrond van de Vijfde Russisch-Turkse Oorlog en wijdverspreide onrust onder de landbevolking.
Na aanvankelijke successen verklaarde Poegatsjov zich als de (vermoorde) tsaar Peter III het hoofd van een alternatieve regering, en verkondigde een einde aan de horigheid.
De opstand kreeg de steun van verschillende groepen, waaronder boeren, Kozakken en oudgelovigen. Op een gegeven moment had het de controle over het grootste deel van het gebied tussen Wolga en Oeral. Een van de belangrijkste gebeurtenissen was de Slag bij Kazan in juli 1774.
De opstand werd tegen het einde van 1774 door generaal Michelsohnen bij Tsaritsyn (het tegenwoordige Wolgograd) neergeslagen. Poegatsjov werd kort daarop gevangengenomen en in Moskou in januari 1775 geëxecuteerd. Verdere represailles tegen de opstandige gebieden werden door generaal Peter Panin uitgevoerd.
De gebeurtenissen hebben veel verhalen in overlevering en literatuur gegenereerd. Het bekendst is Poesjkin's historische roman De kapiteinsdochter (1836).

## Geschiedenis
In november-december 1772 kwam Poegatsjov in Jaitsk Denis Pjanov tegen, met wie hij het idee besprak om samen met gevluchte opstandelingen uit Jaitsk naar de Koeban te vluchten. Tijdens dit gesprek gaf hij zich voor het eerst uit voor tsaar Peter III, de in 1762 overleden echtgenoot van Catharina de Grote.
Poegatsjov verzamelde de Jaik-Kozakken onder zich en richtte zijn eigen staat en leger op, dat qua structuur een sterke gelijkenis vertoonde met het Russische leger. Poegatsjov rekruteerde niet alleen soldaten, maar ook boeren en werklieden. Essentieel hierbij was de steun van de plaatselijke geestelijkheid, die hem in groten getale steunde. De priesters verspreidden zijn propaganda, waarbij hij beloofde om te luisteren naar de klachten van het volk, vrijheid te geven aan de Kozakken, onder wie veel oudgelovigen waren, en Catharina in een klooster op te sluiten.
Poegatsjovs leger werd snel groter, deels door de weerstand tegen Catharina onder de bevolking, deels door de belofte aan vrijheid voor de Kozakken. Door de groei van zijn leger controleerde Poegatsjov een groot deel van het gebied tussen Wolga en Oeral. Zijn grootste succes was de inname van de stad Kazan.
In het begin werd de opstand niet erg serieus genomen door de Russische overheid, die Poegatsjov slechts als hinderlijk beschouwde. Op het hoofd van Poegatsjov stond in oktober 1773 een beloning van 500 roebel, die echter snel groeide tot 28.000 roebel in november. Toch werd Poegatsjov door Catharina nog steeds niet erg serieus genomen, en in een brief aan Voltaire omschreef ze Poegatsjov als een grap.

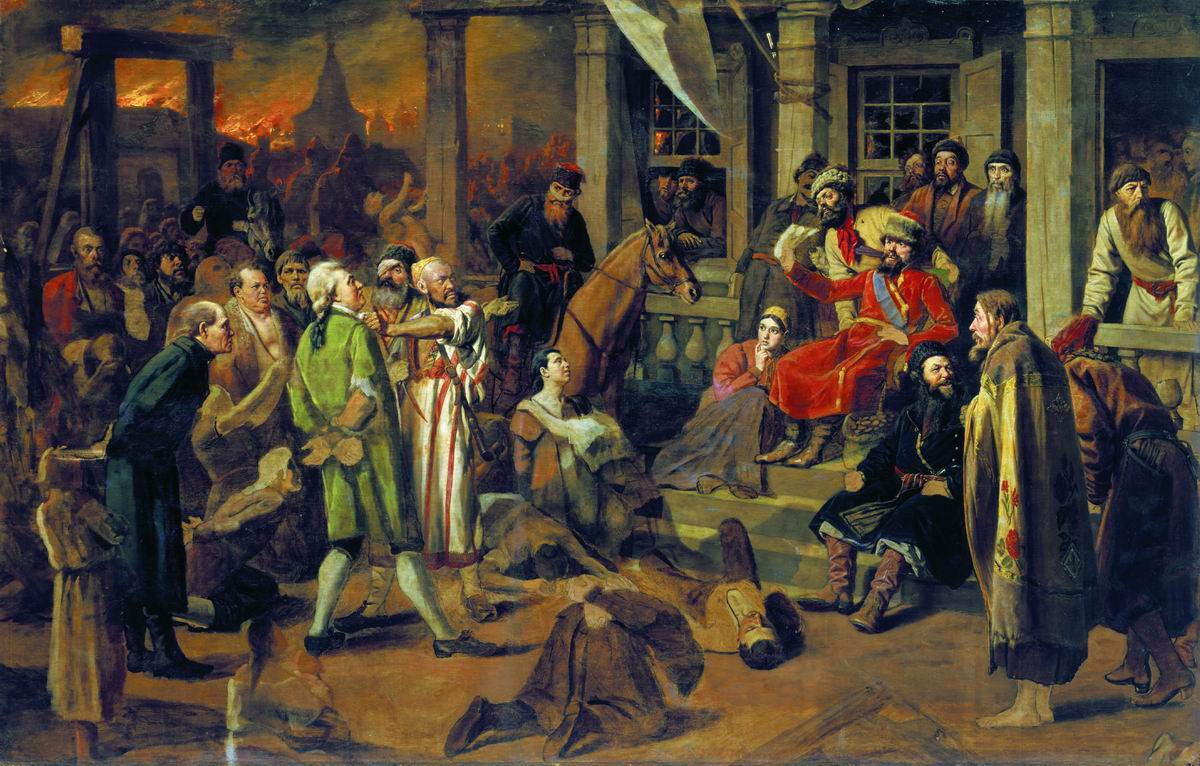
Poegatsjovs rechtspraak (Vasili Perov 1879)

Begin 1774 werd de dreiging van Poegatsjov snel groter. Er kwamen berichten binnen dat Poegatsjov alle forten aan de Wolga en de Oeral had veroverd. De onrust onder de bevolking begon te groeien. Catharina belastte Poegatsjovs voormalige commandant generaal Pjotr Panin, de broer van de invloedrijke minister van Buitenlandse Zaken Nikita Panin, met de opdracht om Poegatsjov uit te schakelen. Panin rekruteerde een groot leger, maar bevoorradingsproblemen zorgden ervoor dat zijn inspanningen zonder succes bleven.
In augustus 1774 kwam het tot een treffen bij Tsaritsyn tussen Poegatsjov en generaal Michelsohnen. Poegatsjov leed een verpletterende nederlaag, waarbij 10.000 van zijn manschappen werden gedood of gevangengenomen. Op 14 september werd Poegatsjov door de Jaik-Kozakken verraden, toen hij probeerde te vluchten naar het Oeralgebergte. Generaal Aleksandr Soevorov zette hem in een metalen kooi en stuurde hem naar Moskou, waar hij op 10 januari 1775 publiekelijk terechtgesteld werd.
Tot 1775 heette de rivier de Oeral de Jaik (Яик), zoals de stad Oeralsk tot dat jaar Jaitsk heette. Wegens de steun van de Jaik-Kozakken aan de opstand besloot tsarina Catharina de Grote hen door een naamswijziging van de rivier aan de vergetelheid prijs te geven. Sindsdien heet de Jaik Oeral, naar het gebergte waarin zij ontspringt. De Jaik-Kozakken hebben echter ook hun naam veranderd in Oeral-Kozakken.